# Улуев, Абдулла Магомедович
Абдулла Магомедович Улуев (1901, Муги, Дагестанская область, Российская империя — неизвестно) — советский колхозник. Герой Социалистического Труда (1948).

## Биография
Абдулла Улуев родился в 1901 году в селе Муги Даргинского округа Дагестанской области (сейчас в Акушинском районе Дагестана) в крестьянской семье. По национальности даргинец.
Рано стал сиротой. Воспитывал шестерых младших братьев и сестёр.
В первые годы после установления Советской власти в Дагестане трудился конюхом в городе Грозный в советском учреждении.
В 1928 году вступил в сельскохозяйственную артель «Красный Октябрь» в Муги, работал пастухом лошадей, быков и овец.
В 1941 году стал заведовать коневодческой фермой колхоза имени Кирова. Кони, которых готовил Улуев, регулярно побеждали на районных и республиканских скачках. Во время Великой Отечественной войны благодаря его работе колхоз обеспечивал потребности фронта в рабочих и скаковых лошадях. После войны обеспечил рост поголовья. В 1947 году на ферме было выращено 38 жеребят от 38 кобыл.
15 сентября 1948 года Указом Президиума Верховного Совета СССР за получение в 1947 году высокой продуктивности животноводства при выполнении колхозом обязательных поставок сельскохозяйственных продуктов и плана развития животноводства по всем видам скота удостоен звания Героя Социалистического Труда с вручением ордена Ленина и золотой медали «Серп и Молот».
Дата смерти неизвестна.
Награждён медалями.

## Память
Улица в селе Муги носит имя Абдуллы Улуева.